# Sporobolus curtissii
Sporobolus curtissii är en gräsart som beskrevs av John Kunkel Small och Thomas Henry Kearney. Sporobolus curtissii ingår i släktet droppgräs, och familjen gräs. Inga underarter finns listade i Catalogue of Life.